# Теорема Больцано — Веєрштрасса
Теоре́ма Больцано — Веєрштра́сса — твердження в математичному аналізі, згідно з яким, із будь-якої обмеженої послідовності можна виділити збіжну підпослідовність.

## Історія
Ця теорема доведена в 1817 році чеським математиком Бернардом Больцано (1781–1848), на півстоліття пізніше була незалежно отримана Карлом Веєрштрассом (1815–1897).

## Узагальнення в топології
Про узагальнення цієї теореми в топології. Нехай {\displaystyle (X,\mathrm {T} )} — топологічний простір, {\displaystyle A} — підмножина {\displaystyle X}. Тоді:
- Якщо {\displaystyle A} — компакт, то для будь-якої послідовності {\displaystyle \{x_{n}\}} з {\displaystyle A} будь-яка гранична точка цієї послідовності також належить {\displaystyle A}.
- І навпаки, якщо для кожної послідовності з підмножини гранична точка належить множині, і окрім цього {\displaystyle (X,\mathrm {T} )} задовільняє другу аксіому зліченності, то {\displaystyle A} є компактною підмножиною.

Зокрема якщо {\displaystyle (X,\mathrm {T} )} задовільняє другу аксіому зліченності, то {\displaystyle A} буде компактною тоді і лише тоді коли для кожної послідовності з {\displaystyle A} гранична точка належить їй.

## Класична теорема
Нехай {\displaystyle \{x_{n}\}} — будь-яка обмежена послідовність дійсних чисел, тобто
{\displaystyle {\bigl (}\exists a\in \mathbb {R} {\bigr )}{\bigl (}\exists b\in \mathbb {R} {\bigr )}{\bigl (}\forall n\in \mathbb {N} {\bigr )}\{a\leqslant x_{n}\leqslant b\}}
З неї завжди можна виділити збіжну підпослідовність.
Доведення
Розділимо відрізок {\displaystyle [a,b]} точкою {\displaystyle {\frac {a+b}{2}}} навпіл. Тоді хоча б один із відрізків
{\displaystyle \left[a,{\frac {a+b}{2}}\right]} чи {\displaystyle \left[{\frac {a+b}{2}},b\right]} —
містить нескінченну кількість членів послідовності {\displaystyle \{x_{n}\}}. Позначимо такий відрізок {\displaystyle [a_{1},b_{1}]}. Аналогічно утворимо відрізки
{\displaystyle \left[a_{1},{\frac {a_{1}+b_{1}}{2}}\right]} та {\displaystyle \left[{\frac {a_{1}+b_{1}}{2}},b_{1}\right]},
хоча б один з яких теж містить нескінченну кількість членів послідовності {\displaystyle \{x_{n}\}}.
Позначимо його {\displaystyle [a_{2},b_{2}]} . Продовжуючи описаний процес, отримуємо послідовність вкладених відрізків
{\displaystyle [a_{1},b_{1}]\supset [a_{2},b_{2}]\supset [a_{3},b_{3}]\supset [a_{4},b_{4}]\supset \ldots [a_{k},b_{k}]\supset \ldots } ,
довжина яких
{\displaystyle d_{k}\ {\overset {\underset {\mathrm {def} }{}}{=}}\ b_{k}-a_{k}={\frac {b-a}{2^{k}}}}.
Оскільки
{\displaystyle \lim _{k\to \infty }d_{k}=\lim _{k\to \infty }{\tfrac {b-a}{2^{k}}}=0},
то, згідно з теоремою про принцип вкладених відрізків
{\displaystyle \lim _{k\to \infty }a_{k}=\lim _{k\to \infty }b_{k}\ {\overset {\underset {\mathrm {def} }{}}{=}}\ c},
Виберемо послідовність {\displaystyle \{x_{n_{k}}\}} так. Нехай {\displaystyle x_{n_{1}}} — будь-який із членів послідовності {\displaystyle \{x_{n}\}}, що належить відрізку {\displaystyle [a_{1},b_{1}]};
{\displaystyle x_{n_{2}}} — будь-який із членів послідовності {\displaystyle \{x_{n}\}}, що належить відрізку {\displaystyle [a_{2},b_{2}]} і такий, що {\displaystyle n_{2}>n_{1}}.
Такий член завжди існує, оскільки відрізок {\displaystyle [a_{2},b_{2}]} містить нескінченно багато членів послідовності {\displaystyle \{x_{n}\}}.
І взагалі, {\displaystyle x_{n_{k}}} — будь-який із членів послідовності {\displaystyle \{x_{n}\}}, що належить відрізку {\displaystyle [a_{k},b_{k}]} і такий, що {\displaystyle n_{k}>n_{k-1}}.
Продовжуючи описаний процес, отримуємо послідовність {\displaystyle \{x_{n_{k}}\}}, причому
{\displaystyle n_{1}<n_{2}<\ldots <n_{k}<\ldots }
і виконують нерівності
{\displaystyle a_{k}\leqslant x_{n_{k}}\leqslant b_{k}}
Враховуючи, згідно з теоремою про три послідовності, маємо
{\displaystyle \lim _{k\to \infty }x_{n_{k}}=c}.

## Наслідок
З будь-якої послідовності дійсних чисел можна виділити підпослідовність, збіжну в {\displaystyle \mathbb {R} \cup \{\infty \}}.
Доведення
Нехай {\displaystyle \{x_{n}\}} — довільна послідовність. Якщо {\displaystyle \{x_{n}\}} — обмежена, то за теоремою Больцано — Веєрштрасса з неї можна виділити збіжну підпослідовність.
Якщо {\displaystyle \{x_{n}\}} — необмежена зверху, то
{\displaystyle {\bigl (}\forall k\in \mathbb {N} {\bigr )}{\bigl (}\exists n_{k}\in \mathbb {N} {\bigr )}\{x_{n_{k}}>k\}}.
Доведемо, що
{\displaystyle \lim _{k\to \infty }x_{n_{k}}=+\infty } .
Справді, оскільки
{\displaystyle {\bigl (}\forall M\in \mathbb {R} {\bigr )}{\bigl (}\exists K\in \mathbb {N} {\bigr )}\{K>M\}},
то
{\displaystyle {\bigl (}\forall M\in \mathbb {R} {\bigr )}{\bigl (}\exists K\in \mathbb {N} {\bigr )}{\bigl (}\forall k>K{\bigr )}\{x_{n_{k}}>M\}},
що й означає виконання співвідношення.